# NGC 5470
NGC 5470 (również PGC 50317 lub UGC 9020) – galaktyka spiralna (Sb), znajdująca się w gwiazdozbiorze Panny. Odkrył ją John Herschel 17 kwietnia 1830 roku.